# Подище
По́дище — село в Україні, у Прилуцькому районі Чернігівської області. Населення становить 787 осіб. Входить до складу Ладанської селищної громади.

## Історія
Станом на 1800 рік у селі Падище проживало 578 податкових душ.
Найдавніше знаходження на мапах 1812 рік як Падище.
У 1862 році у селі володарському та казеному Подище була церква та 152 двори де жило 1033 особи
У 1911 році у селі Подище була Михайлівська  церква,  земська школа та жило 2146 осіб

## Політика

### Парламентські вибори, 2019
На позачергових парламентських виборах 2019 року у селі функціонувала окрема виборча дільниця № 740611, розташована у приміщенні школи.
Результати
- зареєстровано 474 виборці, явка 63,50%, найбільше голосів віддано за «Слугу народу» — 36,99%, за Радикальну партію Олега Ляшка — 26,37%, за Всеукраїнське об'єднання «Батьківщина» — 20,21%[7]. В одномандатному окрузі найбільше голосів отримав Сергій Коровченко (самовисування) — 28,33%, за Бориса Приходька (самовисування) — 23,21%, за Дмитра Пахомова (Слуга народу) — 16,38%[8].

## Постаті
Уродженцем села є Уткін Олександр Анатолійович (1970-2014) — старшина резерву, МВС України, учасник російсько-української війни.